# Combinat minier et chimique de Krasnoïarsk
 (août 2025).

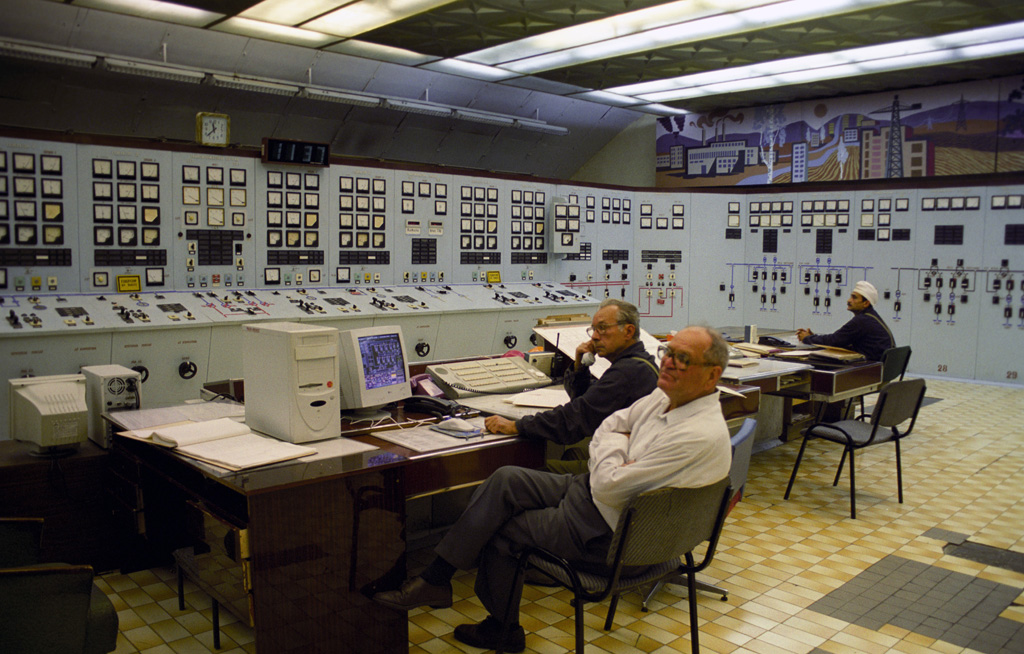
Salle de contrôle du Combinat minier et chimique de Jeleznogorsk.

Le Combinat minier et chimique de Krasnoïarsk est une installation nucléaire russe secrète. Elle a été créée en 1950, pour produire, durant la période de guerre froide, du plutonium de qualité militaire destiné à l'armement nucléaire du pays. Elle disposait pour cela de trois réacteurs nucléaires, d'une usine radiochimique et de laboratoires. Cette usine a été le troisième site de production de plutonium de l'Union soviétique.
Ce site, partiellement enfoui sous une montagne a connu plusieurs accidents graves avec radiocontamination de l'environnement ; accidents restés longtemps secrets.

## Installations
Les installations sont en grande partie souterraines, creusées dans la roche.
L'usine est située dans la ville fermée de Jeleznogorsk, dans le kraï de Krasnoïarsk.
Le site comptait trois réacteurs nucléaires et des installations d'amenée d'eau enfouies jusqu'à 200 mètres sous la montagne.
Ces trois réacteurs, AD (1958-1992), 1 800 mégawatts ; ADE-1 (1961-1992), 1 800 mégawatts ; et ADE-2 (1965-2010), 1 800 mégawatts utilisaient tous l'eau du fleuve Ienisseï comme fluide de refroidissement.
Le complexe dispose aussi d'une installation de stockage provisoire de déchets nucléaires, ; et d'un site de production de 60 tonnes par an de combustible à oxyde mixte (MOX) (1 tonne par an).
L'entreprise existe encore et fait actuellement partie du groupe Rosatom.
Le réacteur ADE-2 a été fermé en 2010 conformément à l'accord de gestion et d'élimination du plutonium signé en 1997 avec les États-Unis. Il fournissait également de la chaleur et de l'électricité à la zone, ce qui a été sa principale fonction après 1993,.
L'usine emploie environ 7 000 personnes.
La ligne de production de MOX a été mise en place, qui a terminé un lot 10 kg en septembre 2014. L'usine a mis en service un nouveau site de stockage « à sec » du combustible usé des réacteurs RBMK-1000 et VVER-1000 (capacité initiale : 8 000 tonnes), a été mise en service en 2012.
La ville s'est dotée d'un « Musée de l'industrie minière et chimique ».

## Activités militaires
Le site était supposé être secret, mais son camouflage a été gâché par la sortie d'une grande quantité de déblais du tunnel, photographiée par un ballon photographique de la CIA en 1956, bien avant que l'usine ne soit opérationnelle. La présence d'une grande cheminée nécessaire pour évacuer les gaz radioactifs de l'usine de séparation du plutonium était un indice de plus.
GKhK ne semble plus impliquée dans la production d'ogives nucléaires, car le dernier réacteur de production de plutonium a été stoppé (en 2010) et l'usine radiochimique a retraité les restes du combustible de ce réacteur en 2012.
Cependant, des chercheurs ont suggéré qu'en dépit de l'arrêt les activités de production liées aux armes, GKhK conserve sur place un stock (« humide » et « sec ») de matières fissiles utilisables militairement,.

## Accidents
Le complexe nucléaire de Jeleznogorsk (anciennement Krasnoyarsk-26), a connu une série d'incidents radioactifs, survenus durant ses premières décennies d'exploitation.
Selon des révélations publiées en 2001, le complexe aurait connu au moins deux accidents majeurs, restés longtemps confidentiels, impliquant des rejets de matières radioactives dans le fleuve Ienisseï, utilisé comme source de refroidissement pour les réacteurs.
Des restes de combustible nucléaire hautement radioactifs ont été découverts sur les berges du fleuve, et des études menées par l'Institut de biophysique de Krasnoyarsk ont confirmé une contamination étendue sur plus de 1 500 km jusqu'à l'océan Arctique. Les autorités ont tardivement reconnu que des rejets accidentels d'eau de refroidissement radioactive avaient eu lieu, notamment dans les années 1960 et dans les années 1970, et que des bassins de déchets liquides radioactifs subsistaient sur le site.
La fermeture des réacteurs AD et ADE-1, en 1992, a marqué le début d'un programme de décontamination, mais les opérations de remédiation du fleuve et des sols contaminés restent limitées par le manque de financement étatique.